# 오스트리아 올림픽 위원회
오스트리아 올림픽 위원회(독일어: Österreichisches Olympisches Comité)는 오스트리아의 국가 올림픽 위원회이다. IOC 코드는 AUT이다. 본부는 빈에 있으며 유럽 올림픽 위원회에 소속되어 있다.
1908년에 설립되었으며 1912년에 국제 올림픽 위원회의 승인을 받았다. 32개 국가 하계 스포츠 종목 연맹과 6개 국가 동계 스포츠 종목 연맹이 소속되어 있으며 오스트리아의 스포츠 발전을 담당한다. 또한 올림픽, 유러피언 게임을 비롯한 국제 스포츠 대회에 참가하는 오스트리아의 선수들을 대표한다.

## 같이 보기
- 올림픽 오스트리아 선수단